# 钟明
钟明（1919年8月—2003年1月7日），曾用名钟子骍、钟子鸿，男，广东宝安人，中华人民共和国政治人物，曾任中共广州市委书记，第五、六届广东省人大常委会副主任，中共广东省顾问委员会副主任。

## 生平
1927年至1938年6月在香港小学、香港油麻地官立学堂、香港官立英皇书院学习。1935年至1936年在香港自发组织青年进步团体“晨钟体育社”、“课余社”、“新生社”并任社长。1936年6月秘密参加香港各界救国联合会，任执行委员、九龙区负责人之一，秘密组织了香港学生救国会并任会长。1936年11月加入中国共产党。 1937年任中共香港学生支部书记。1937年5月至1938年10月任中共香港市工委青年部部长、中共香港市委青年部部长。
1938年10月至1939年11月任中共粤东南特委青年部部长、中共粤东南特委直属九龙区区委书记。1939年11月在中共广东省委扩大会议上被选为中共七大候补代表，从广东奔赴延安。1940年12月到达延安。1941年1月至1942年2月入延安马列学院学习。1942年2月至1945年4月在中共中央党校一部参加整风学习。1945年4月至6月作为大后方代表团成员参加中共七大。1945年6月至1946年5月参加八路军南下第二支队南下回广东，走到豫中时日本宣布投降，党中央指示队伍全部中途折返赴东北。根据党中央决定，和吴有恒等4名广东代表，经上海秘密赴香港。
1946年至1948年初任中共广州地区特派员，领导广州市的地下党组织直至广州解放。1947年3月,广州市地下党直接领导的第一个外围组织——广州爱国民主协会成立，后与“广州学生联合工作协会”统称为“广州市学生联合会”（“地下学联”）采取单线联系的方式；到1949年10月广州解放，地下学联共发展成员1300余人。从1948年开始出版的内部油印刊物《广州文摘》。1948年8月至1949年10月任中共香港分局城市工作委员会（亦称港粤城工委）副书记，分管广东内地城市工作，兼广州市地下党总特派员（市委书记）。从1948年9月至1949年秋止，广州地下党先后在工人、教师、妇女、职员等各阶层群众中成立了5个协会作为党的秘密外围组织，即广州新民主主义工人协会（“地下工协”）、广州新民主主义教育工作者协会（“地下教协”）、广州新民主主义妇女联合会（“地下妇联”）、新民主主义经济工作者协会（“地下经协”）、解放军之友社；协会的负责人是党员，协会的领导机关就是负责行业领导的党组织；既解决了不准备大量发展党员的情况下，没法大量吸收经过斗争教育和锻炼的群众到党内的矛盾，又可以团结和领导进步群众形成坚强的骨干领导群众活动。1949年6月24日，中共中央指示中共中央华南分局和华中局，以及中共香港工作委员会“加强广州地下市委工作的领导，积极发展党员，准备里应外合的条件。”1949年五六月开始，广州地下党组织紧急发动群众奋起开展护厂、护院、护校斗争，反搬迁、反破坏，迎接解放。“在很多重要工厂和学校，迅速成立了应变委员会、护校委员会、护厂队等公开组织”。派遣地下党员通过各种渠道打入广州各单位及机关、企业内部，获取第一手资料，研究收集和掌握接管材料，写成《解放军进入广州迅速展开工作要点》、《对于接收各机关意见》等多个详细书面材料，为解放军顺利解放广州做好各方面准备。广州解放时，广州地下党党员人数增加到300多人，爱国民主协会当时有1000多人。
中华人民共和国成立后，1949年10月至1950年8月任广州市委副书记、广州市人民政府委员。1949年11月至1950年9月参加中共赴苏联组织工作参观团。1950年9月至1956年任中共广州市委常委、市委组织部部长。1952年3月至1953年4月兼任广州市文教局局长。1953年3月至1955年1月任中共广州市委宣传部部长、市委常委（至1955年7月）。1953年4月至1955年2月任广州市文化教育委员会副主任，1955年2月至1957年3月兼任广州市人民委员会第二（文教）办公室主任。1954年11月至1955年1月任广州市副市长、市政府党组副书记。1956年3月至6月任中共广州市委副书记。同年6月至1961年任中共广州市委副书记兼市监委书记。1959年4月至1966年5月任中共广州市委常委、广州市副市长职务，下放广州协同和机器厂任厂党委书记，后兼任中共芳村区委书记。1961年至1966年任广州市副市长、市政府党组副书记。1962年4月至1965年3月兼任广州市人民委员会第二（文教）办公室主任。1963年2月至1965年10月兼任广州市科学技术委员会副主任，1965年10月至1966年2月兼任广州市科学技术委员会主任。“文化大革命”中受冲击。1967年2月至1972年12月任广州市革命委员会常委，文教办公室主任、农业办公室主任。1968年3月任广州市革命委员会民事组副组长。1969年1月至7月任广州市革命委员会生产组农业办公室主任。1970年至1981年1月任广州市革命委员会副主任。1970年1月至1972年12月兼任广州市革命委员会政工组副组长。1972年12月至1981年6月任中共广州市委书记（当时设有第一书记）兼广州市革命委员会政工组组长（至1973年2月）。曾任中共广州市委党校校长。1979年12月至1980年8月到中共中央党校学习，任支部学习委员。1979年12月至1988年1月当选为广东省第五、第六届人大常委会副主任、省人大常委会法制委员会主任（至1983年5月）。1980年1月至1988年2月任广东省人大常委会党组副书记。1988年5月至1991年7月任中共广东省顾问委员会副主任。离休后担任广东省关心下一代工作委员会副主任。
中共第七次代表大会候补代表，第四、五、六届全国人大代表，中共广东省第四、五届委员会委员，广东省第七届人大代表，中共全国代表会议广东省委代表团成员。